# Fanula Papazoglu

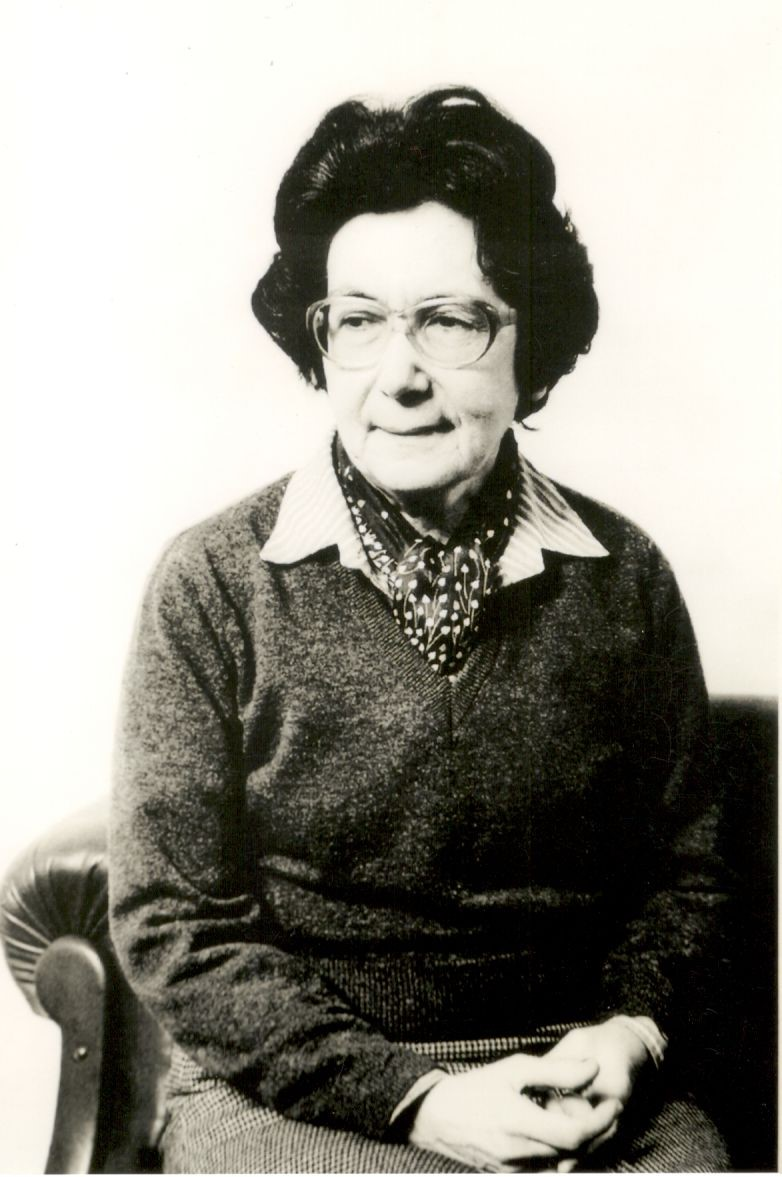
Fanula Papazoglu

Fanula Papazoglu, auch Phanula oder Papazoglou (griechisch Φανούλα Παπάζογλου, serbisch-kyrillisch Фанула Папазоглу; * 3. Februar 1917 in Bitola, Königreich Serbien; † 26. Januar 2001 in Belgrad, Serbien und Montenegro) war eine aromunische jugoslawische Althistorikerin und Epigraphikerin. Als Expertin für die antike Geschichte des Balkans gründete sie 1970 das Zentrum für epigraphische und numismatische Studien an der Universität Belgrad.

## Biografie

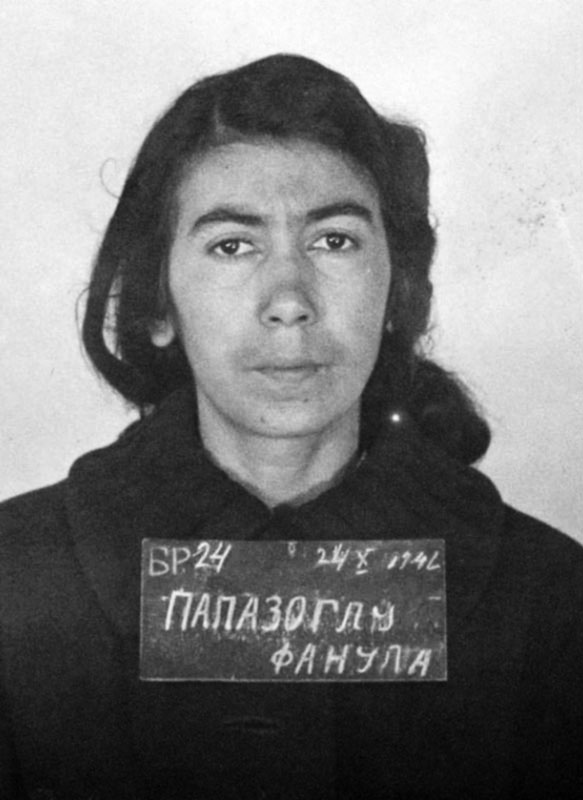
Fanula Papazoglu, inhaftiert im Konzentrationslager Banjica, auf einem Fahndungsfoto von 1942

Papazoglu wurde in eine griechischsprachige aromunische Familie geboren. Ihr Vater, Konstantinos Papazoglou (1880–1924), war Kaufmann und Fabrikant, und ihre Mutter, Elpiniki, geborene Matsali (1883–1965), war Hausfrau. Sie hatte einen älteren Bruder, Dimitrios (1913–1956). Die ersten drei Jahre verbrachte sie in Thessaloniki, wohin die Familie im Krieg geflohen war.
Von 1921 bis 1929 besuchte sie die 1875 von französischen Lazaristen gegründete École française de Monastir dirigée par les filles de la charité de Saint Vincent de Paul in Bitola. Nach Abschluss der weiterführenden Handelsschule schrieb sie sich 1936 an der Philosophischen Fakultät der Universität Belgrad ein, wo sie Klassische Philologie, Alte Geschichte und Archäologie studierte. Zur Finanzierung arbeitete sie während des Studiums und des Zweiten Weltkrieges in verschiedenen Firmen als Sachbearbeiterin.
Die Wohnung der Familie in Belgrad, die sie mit ihrer Mutter und ihrem Bruder bewohnte, wurde bei einem Bombenangriff 1941 beschädigt. Als Mitglied der Studentenvereinigung schloss sie sich zu Beginn des Krieges der Befreiungsbewegung an und sammelte Lebensmittel, Medikamente sowie Kleidung und verteilte Flugblätter. Von der Belgrader Sonderpolizei identifiziert, wurde sie zusammen mit ihrem Bruder am 11. Oktober 1942 verhaftet. Eine sofortige Hinrichtung konnte verhindert werden. Papazoglou wurde zunächst einen Monat lang in Untersuchungshaft gehalten, täglich verhört und gefoltert und dann in das Konzentrationslager Banjica überführt. Nach sechs Monaten wurde sie am 17. April 1943 entlassen. Im September 1944 ging sie nach Syrmien, um sich den jugoslawischen Partisanenkräften anzuschließen.
Sie schloss ihr Studium 1946 ab und nahm 1947 ihre Arbeit am Lehrstuhl für Alte Geschichte an der Universität Belgrad auf, damals als erste und auch einzige Mitarbeiterin des Lehrstuhls. An der Universität Belgrad lernte sie den bedeutenden Byzantinisten russischer Herkunft, Georg Ostrogorsky, kennen, den sie 1949 heiratete. Das Paar hatte eine Tochter, Tatyana, und einen Sohn, Alexander. Im Jahr 1955 wurde sie mit einer Arbeit über die makedonischen Städte in römischer Zeit promoviert. Im Jahr 1965 wurde sie zur ordentlichen Professorin ernannt. Bis zu ihrem Ruhestand 1979 hatte sie den Lehrstuhl für Alte Geschichte inne. Zudem war sie die erste Direktorin des von ihr initiierten Zentrums für epigraphische und numismatische Studien. Sie leitete jahrelang das akademieübergreifende Projekt „Epigraphische Quellen zur Geschichte des antiken Makedonien“, an dem die Serbische Akademie der Wissenschaften und Künste, die Mazedonische Akademie der Wissenschaften und Künste in Skopje und die Berlin-Brandenburgische Akademie der Wissenschaften beteiligt waren.
Am 21. März 1974 wurde sie als korrespondierendes Mitglied in die Serbische Akademie der Wissenschaften und Künste (SANU) gewählt, am 15. November 1983 wurde sie zum Vollmitglied ernannt. Seit 1972 war sie korrespondierendes Mitglied des Deutschen Archäologischen Instituts. 1982 erhielt sie einen Ehrendoktor der Universität Paris-Sorbonne (Paris IV). 1993 wurde sie Ehrenmitglied des Vereins Parnassos in Athen. Schließlich nahm die Mazedonische Akademie der Wissenschaften und Künste sie 1994 als ausländisches Mitglied auf.
Ihr wissenschaftliches Werk war breit gefächert, aber erkennbar sowohl mit ihrem familiären Hintergrund wie ihren gesellschaftlichen Ansichten verbunden. Ihr Werk hatten daher den Schwerpunkt auf Mazedonien und den Balkan im Allgemeinen. Als überzeugte Verfechterin sozialer Gerechtigkeit und als jemand, der die Unsicherheit und Unbeständigkeit des Lebens am eigenen Leib erfahren hat, forschte sie zu den Unterdrückten und Benachteiligten der antiken Gesellschaften, wie den Sklaven, den Heloten, den  Metöken oder allgemein dem „Volk“.
Papazoglu starb im Jahr 2001 83-jährig in Belgrad.

## Veröffentlichungen (Auswahl)

### Monografien
- Македонски градови у римско доба (Makedonische Städte in römischer Zeit) (= Жива Антика. Посебна издања (Lebendige Antike, Sonderreihe). Band 1). Skopje 1957 (mazedonisch).
- Srednjobalkanska plemena u predrimsko doba. Tribali, Autarijati, Dardanci, Skordisci i Mezi (Stämme des mittleren Balkans in vorrömischer Zeit) (= Djela. Band XXX). Akademija Nauka i Umjetnosti Bosne i Hercegovine, Sarajevo 1969 (serbisch).
  - Mary Stansfield-Popović (Übersetzerin): The Central Balkan Tribes in Pre-Roman Times: Triballi, Autariates, Dardanians, Scordisci and Moesians. Adolf. M. Hakkert, Amsterdam 1978 (englisch).
- Les villes de Macédoine à l’époque romaine (= Bulletin de correspondance hellénique. Supplement. Band 16). École française d'd’Athènes, Athen 1988, ISBN 978-2-86958-014-5.
- Laoi et Paroikoi. Recherches sur la structure de la société hellénistique (= Études d’histoire ancienne. Band I). Centre d’études épigraphiques et numismatiques de la Faculté de Philosophie de Belgrade, Belgrad 1997, ISBN 978-86-80269-32-0.
- mit Milena Milin, Marijana Ricl, Klaus Hallof (Hrsg.): Inscriptiones graecae X: Epiri, Macedoniae, Thraciae, Scythiae. Pars 2, fasc. 2, sectio 1. Inscriptiones Macedoniae. Inscriptiones Macedoniae septentrionalis. Inscriptiones Lyncestidis, Heracleae, Pelagoniae, Derriopi, Lychnidi. De Gruyter, Berlin 1999, ISBN 978-3-11-016489-3.

### Beiträge in Sammelwerken
- Quelques aspects de l’histoire de la province de Macédoine. In: Hildegard Temporini (Hrsg.): Aufstieg und Niedergang der römischen Welt. Geschichte und Kultur Roms im Spiegel der neueren Forschung, Band 7/1. Halbband Politische Geschichte (Provinzen und Randvölker: Griechischer Balkanraum; Kleinasien). Walter de Gruyter, Berlin 1979, ISBN 978-3-11-006875-7, S. 302–369, doi:10.1515/9783110837612.
- Η Μακεδονία ὑπὸ τοῦς ‘Ρωμαίους: Πολιτικὲς καὶ διοικητικὲς ἐξελίξεις. Οἰκονομία καὶ κοινωνία. Πνευματικὸς βίος. (Makedonien unter den Römern: Politische und administrative Entwicklungen. Politische Maßnahmen und Politik. Geistliches Leben). In: Macedonia: 4000 Years of Greek History and Civilization. Ekdotike Athenon, Athen 1983, S. 192–207 + 538–541.